# Дімітрі Петерс
Дімітрі Петерс  (нім. Dimitri Peters, 4 травня 1984) — німецький дзюдоїст, олімпійський медаліст.

## Виступи на Олімпіадах
| Олімпіада   | Дисципліна           | Місце |
| ----------- | -------------------- | ----- |
| Лондон 2012 | напівважка категорія | 3T    |